# Al Jahra
Al Jahra (àrab: الجهراء, al-Jahrāʾ) és una ciutat situada a 32 quilòmetres a l'oest d'Al-Kuwait, la capital de Kuwait. Al Jahra és la capital de la governació d'Al Jahra així com del circumdant districte d'Al Jahra, basat preeminentment en l'agricultura. L'Encyclopædia Britannica registrà l'any 1980 una població de 67.311 habitants.

## Història

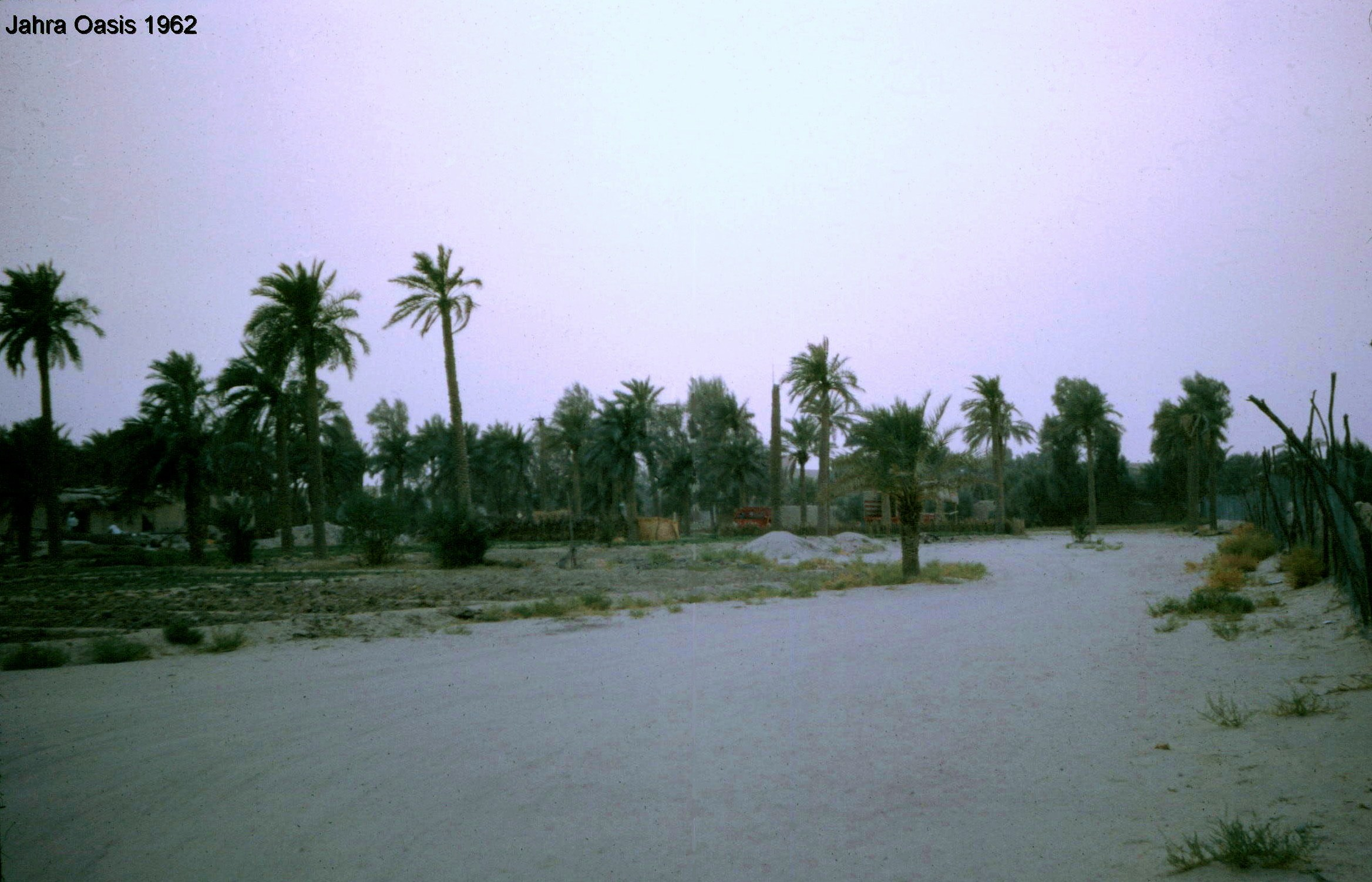
Oasi d'Al Jahra

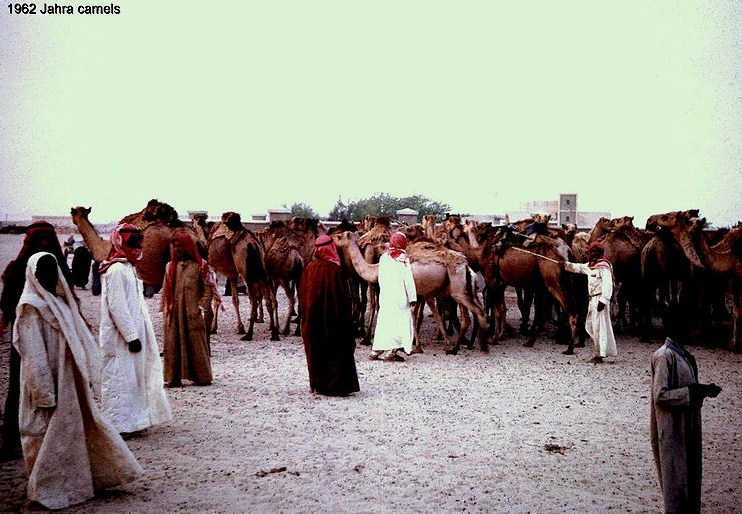
Mercat del camell, 1961

Al Jahra fou un territori estrictament dominat per terres agrícoles, començant com a petit poble d'oasi. Històricament esdevingué reconegut com a punt de referència del comerç de camells i un lloc de parada en el camí cap a Al-Kuwait. Gradualment, la ciutat cresqué al llarg de l'històric Fort Vermell de Kuwait. L'any 1920 fou el lloc on succeí la batalla de Jahra, un conflicte entre les forces armades kuwaitianes i saudis. Avui, hi ha un monument nacional commemorant la batalla. El conflicte fou resolt l'any 1922 quan el rei Abd-al-Aziz ibn Saüd reconegué la independència de Kuwait a canvi de territori.

### Guerra de Golf
Durant la Guerra del Golf, els afores d'Al Jahra també foren indret d'infames combats com, per exemple, quan els aliats destruïren un comboi iraquià estacionat sobre l'autopista 80 durant la seva retirada cap a la serralada de Mutla entre el 25 i el 26 de febrer de 1991. L'Exèrcit dels Estats Units rebé ordres del General Norman Schwarzkopf de no deixar entrar o sortir ningú d'Al-Kuwait i bloquejar eficaçment la retirada dels combois iraquians en un radi de 100 milles. Ordenà l'enviament d'helicòpters Apatxes armats amb míssils anti-tanc per a bloquejar els iraquians.

### Incendis
Nombrosos incendis succeïren al llarg de temps recents a la ciutat. El 25 d'agost de 2007, el polític Massouma al-Mubarak fou forçat a dimitir del seu càrrec de ministre de Salut després que un incendi en un hospital matés a dos pacients.
El 15 d'agost de 2009 un foc letal causà la tragèdia en un casament a Al Jahra. Com a mínim 49 persones moriren i aproximadament 80 altres patiren ferides, quan la primera muller del marit, amb 23 anys i buscant revenja pel segon matrimoni del seu marit, abocà gasolina en una tenda on les dones i els nens celebraven l'esdeveniment i li calà foc. En tres minuts, la tenda sencera, de la qual només hi havia una sortida i no aprovava els controls de seguretat, fou engolida en flames, atrapant a molta gent al seu interior. Fou considerat el desastre de civil més mortífer de Kuwait dels darrers 40 anys.

## Transport
Al Jahra està situada a 32 quilòmetres al nord-oest d'Al Kuwait i està connectada per una sèrie de carreteres en xarxa. L'autopista 80 connecta la ciutat amb Abdaly, ben a prop de la frontera iraquiana. L'autopista s'cabà coneixent com a «Autopista de la mort» a causa de la seva implicació a la Guerra del Golf quan les tropes aliades destruïren un comboi iraquià. La carretera fou reparada a finals de la dècada de 1990, i fou usada pels Estats Units i el Regne Unit als inicis de la invasió de l'Iraq de 2003. Després de les guerres succeïdes, s'hi troba present un signe blau a una tanca de la Serralada de Mutla en el qual s'hi pot llegir «Que Déu beneeixi les tropes dels EUA». L'àrea circumdant és un desert però sovint es veuen tendes al llarg de l'autopista. L'aeroport més proper és l'Aeroport Internacional de Kuwait.

## Esport
El principal equip de futbol és l'Al Jahra Sporting Club i juga a l'estadi Mubarak Al-Aiar de 25000 persones de capacitat. Guanyà la Lliga kuwaitiana una vegada l'any 1990. Fins al 2007-2008 ha participat en la Lliga fins a 21 ocasions. El club assolí la final de la Copa de l'Emir de Kuwait dues vegades, els anys 1996 i 2002, quan perdé contra l'Al-Arabi SC 1-2 i contra l'Al-Kuwait SC 0-1.